# AV 1923
AV 1923 (Athletische Vereeniging 1923, meestal afgekort naar AV'23) is een atletiekvereniging uit Amsterdam. Er wordt getraind op een in 1999 geopende kunststofbaan aan de Radioweg. De vereniging is aangesloten bij de Atletiekunie.
In het verleden heeft AV'23 een aantal beroemde leden gehad, zoals Chris Berger, Wil van Beveren, Anton Blok, Wim Bolten, Henk Heida, Gabe Scholten en Bram Wassenaar. Marathonlopende prominent Dolf Jansen is ook lid van deze vereniging.

## AV '23 medailles op NK's
Dit is een lijst van alle medailles die AV 1923-atleten hebben gehaald sinds 2007 op officiële Nederlandse kampioenschappen voor senioren.

### Indoorkampioenschappen
| Jaar | Onderdeel          |  | Plaats | Mannen        | Prestatie |  | Plaats | Vrouwen               | Prestatie |
| ---- | ------------------ |  | ------ | ------------- | --------- |  | ------ | --------------------- | --------- |
| 2008 | hink-stap-springen |  |        |               |           |  | Zilver | Brenda Baar           | 12,47 m   |
|      | hoogspringen       |  |        |               |           |  | Goud   | Esther van der Lijcke | 1,79 m    |
|      | vijfkamp           |  |        |               |           |  | Brons  | Brenda Baar           | 3806 p    |
| 2013 | vijfkamp           |  |        |               |           |  | Brons  | Brenda Baar           | 3917 p    |
| 2015 | 400 meter          |  |        |               |           |  | Brons  | Tessa Strijp          | 56,13 s   |
| 2017 | verspringen        |  |        |               |           |  | Goud   | Tara Yoro             | 5,95 m    |
| 2018 | verspringen        |  |        |               |           |  | Zilver | Tara Yoro             | 6,02 m    |
|      | hink-stap-springen |  | Brons  | Joshua Record | 14,40 m   |  |        |                       |           |
| 2019 | 60 meter           |  | Brons  | Elvis Afrifa  | 6,74 s    |  |        |                       |           |
|      | hink-stap-springen |  | Zilver | Joshua Record | 14,41 m   |  |        |                       |           |
| 2020 | verspringen        |  |        |               |           |  | Goud   | Tara Yoro             | 6,19 m    |
| 2021 | verspringen        |  |        |               |           |  | Brons  | Tara Yoro             | 6,23 m    |
| 2022 | 60 meter horden    |  | Brons  | Job Geerds    | 7,84 s    |  |        |                       |           |
|      | 60 meter           |  | Zilver | Elvis Afrifa  | 6,70 s    |  |        |                       |           |
| 2023 | 60 meter horden    |  | Goud   | Job Geerds    | 7,81 s    |  |        |                       |           |
| 2024 | 60 meter horden    |  | Goud   | Job Geerds    | 7,69 s    |  |        |                       |           |
|      | 800 meter          |  |        |               |           |  | Brons  | Maud de Jong          | 2:08,97   |
|      | verspringen        |  |        |               |           |  | Zilver | Isabelle Aalders      | 1,79 m    |
| 2025 | 60 meter horden    |  | Goud   | Job Geerds    | 7,71 s    |  |        |                       |           |
|      | 60 meter           |  | Goud   | Elvis Afrifa  | 6,61 s CR |  |        |                       |           |
|      | 800 meter          |  |        |               |           |  | Zilver | Maud de Jong          | 2:08,84   |

### Baankampioenschappen
| Jaar | Onderdeel               |  | Plaats | Mannen        | Prestatie |  | Plaats | Vrouwen          | Prestatie |
| ---- | ----------------------- |  | ------ | ------------- | --------- |  | ------ | ---------------- | --------- |
| 2008 | verspringen             |  |        |               |           |  | Goud   | Brenda Baar      | 6,16 m    |
|      | hink-stap-springen      |  |        |               |           |  | Goud   | Brenda Baar      | 12,87 m   |
| 2009 | verspringen             |  |        |               |           |  | Brons  | Brenda Baar      | 6,00 m    |
|      | hink-stap-springen      |  |        |               |           |  | Goud   | Brenda Baar      | 12,90 m   |
|      | kogelslingeren          |  | Brons  | Sander Stok   | 52,33 m   |  |        |                  |           |
| 2010 | hink-stap-springen      |  |        |               |           |  | Goud   | Brenda Baar      | 12,54 m   |
|      | kogelslingeren          |  | Zilver | Sander Stok   | 57,88 m   |  |        |                  |           |
| 2011 | verspringen             |  |        |               |           |  | Goud   | Brenda Baar      | 6,19 m    |
|      | hink-stap-springen      |  |        |               |           |  | Goud   | Brenda Baar      | 13,53 m   |
|      | kogelslingeren          |  | Brons  | Sander Stok   | 56,68 m   |  |        |                  |           |
| 2012 | kogelslingeren          |  | Brons  | Sander Stok   | 56,62 m   |  |        |                  |           |
| 2013 | verspringen             |  |        |               |           |  | Goud   | Brenda Baar      | 6,26 m    |
|      | hink-stap-springen      |  |        |               |           |  | Goud   | Brenda Baar      | 13,05 m   |
|      | kogelslingeren          |  | Zilver | Sander Stok   | 58,67 m   |  |        |                  |           |
| 2014 | kogelslingeren          |  | Goud   | Sander Stok   | 59,10 m   |  |        |                  |           |
| 2015 | kogelslingeren          |  | Zilver | Sander Stok   | 62,64 m   |  |        |                  |           |
|      | 4 x 100 m               |  | Zilver | AV'23         | 42,34 s   |  |        |                  |           |
| 2016 | kogelslingeren          |  | Goud   | Sander Stok   | 62,64 m   |  |        |                  |           |
|      | hink-stap-springen      |  | Brons  | Joshua Record | 14,65 m   |  |        |                  |           |
| 2017 | hink-stap-springen      |  | Zilver | Joshua Record | 14,70 m   |  |        |                  |           |
|      | Zevenkamp               |  |        |               |           |  | Brons  | Iris de Ruiter   | 5168 p    |
| 2018 | verspringen             |  |        |               |           |  | Zilver | Tara Yoro        | 6,18 m    |
|      | hink-stap-springen      |  | Zilver | Joshua Record | 14,60 m   |  |        |                  |           |
|      | kogelslingeren          |  | Brons  | Sander Stok   | 58,05 m   |  |        |                  |           |
| 2019 | verspringen             |  |        |               |           |  | Zilver | Tara Yoro        | 6,26 m    |
|      | hink-stap-springen      |  | Brons  | Joshua Record | 14,75 m   |  |        |                  |           |
| 2019 | verspringen             |  |        |               |           |  | Zilver | Tara Yoro        | 6,26 m    |
|      | hink-stap-springen      |  | Brons  | Joshua Record | 14,75 m   |  |        |                  |           |
| 2020 | 3000 meter steeplechase |  | Zilver | Tsega Kifle   | 9:26,40   |  |        |                  |           |
|      | verspringen             |  |        |               |           |  | Brons  | Joyce Schumacher | 6,06 m    |
| 2022 | 3000 meter steeplechase |  | Goud   | Tsega Kifle   | 9:10,93   |  |        |                  |           |
|      | verspringen             |  |        |               |           |  | Brons  | Tara Yoro        | 6,07 m    |
| 2023 | 800 meter               |  |        |               |           |  | Brons  | Lois de la Mar   | 2:06,76   |
| 2024 | 100 meter               |  | Goud   | Elvis Afrifa  | 10,18 s   |  |        |                  |           |
|      | 800 meter               |  |        |               |           |  | Brons  | Maud de Jong     | 2:05,69   |